# 1701
Il 1701 (MDCCI in numeri romani) è un anno  del XVIII secolo.

## Eventi
- Nasce il Ducato di Meclemburgo-Strelitz.
- A New Haven, Connecticut, viene fondato il collegio di Yale.
- Federico III di Brandeburgo, con il nome di Federico I, viene incoronato re di Prussia.
- Il duca Carlo Ferdinando Gonzaga consente ai francesi l'occupazione di Mantova.
- Inizio della Guerra di successione spagnola.
- 12 giugno – In Inghilterra viene approvato l'Act of Settlement.
- 9 luglio – Battaglia di Carpi: Il Regno di Francia viene sconfitto dall'Impero asburgico.
- 19 luglio – Battaglia del Düna: Nell'ambito della Grande guerra del Nord, una piccola forza svedese guidata dal re Carlo XII forza l'attraversamento del corso del fiume Düna e sconfigge in battaglia un'armata di truppe sassoni e russe intente ad assediare la città di Riga.
- 27 agosto – La Compagnia francese di Guinea ottiene dalla Spagna il monopolio per il commercio degli schiavi africani verso l'America (cosiddetto asiento de negros).
- 1º settembre – Battaglia di Chiari: Nel tentativo di impadronirsi del Ducato di Milano, le truppe austriache, sotto il comando del principe Eugenio di Savoia, sconfiggono le truppe spagnole.
- 16 settembre – Muore, in esilio in Francia, il re d'Inghilterra Giacomo II Stuart. Giacomo Francesco Edoardo Stuart, suo figlio, viene proclamato da Luigi XIV sovrano inglese con il nome di Giacomo III.
- Ang Sor sale nuovamente sul trono di Cambogia richiamatovi da Ang Em.
- Antoine de Cadillac, per controllare il traffico commerciale tra i laghi Erie e Huron, fonda la base coloniale di Fort Pontchartrain du Détroit.
- Jethro Tull progetta e costruisce la prima seminatrice meccanica.
- 2 novembre – Maria Luisa Gabriella di Savoia sposa Filippo V re di Spagna.
- Pietro il Grande, zar di Russia, e Federico Augusto, principe elettore di Sassonia, rinnovano il patto russo-sassone contro la Svezia.

## Nati

### Gennaio
- 7 gennaio - Johann Nicolaus Frobes, filosofo e matematico tedesco († 1756)
- 10 gennaio - Enrichetto Virginio Natta, cardinale e vescovo cattolico italiano († 1768)
- 25 gennaio - Nicola Leopoldo di Salm-Salm, nobile belga († 1770)
- 27 gennaio - Johann Nikolaus von Hontheim, vescovo cattolico, storico e teologo tedesco († 1790)
- 28 gennaio - Charles Marie de La Condamine, matematico e geografo francese († 1774)
- 29 gennaio - Adeodato Maria da Venezia, monaco cristiano e letterato italiano († 1768)

### Febbraio
- 5 febbraio - Giovanni Battista Lorenzo Bogino, politico italiano († 1784)
- 5 febbraio - Francesco Granata, vescovo cattolico italiano († 1771)
- 8 febbraio - Giovanni Battista Martinelli, architetto austriaco († 1754)
- 11 febbraio - Carlo Lodi, pittore italiano († 1765)
- 13 febbraio - Vittoria Tesi, contralto italiano († 1775)
- 14 febbraio - Enrique Flórez, presbitero, storico e numismatico spagnolo († 1773)
- 19 febbraio - Michel Audran, incisore francese († 1771)
- 23 febbraio - Giuseppe Mattia Borgnis, pittore italiano († 1761)
- 25 febbraio - Panfilo Antonio Mazzara, vescovo cattolico italiano († 1766)

### Marzo
- 17 marzo - Johann Jakob Breitinger, letterato svizzero († 1776)
- 18 marzo - Nicolaus Sahlgren, mercante e filantropo svedese († 1776)

### Aprile
- 1º aprile - Federico di Schleswig-Holstein-Sonderburg-Glücksburg, militare danese († 1766)
- 3 aprile - Nicola Antonio De Martino, matematico italiano († 1769)
- 6 aprile - Gian Giacomo Veneroso, doge († 1758)
- 9 aprile - Giovanni Battista Nolli, ingegnere e architetto italiano († 1756)
- 19 aprile - Samuel Henzi, scrittore e rivoluzionario svizzero († 1749)
- 26 aprile - Johann Friedrich Christ, archeologo e storico dell'arte tedesco († 1756)
- 27 aprile - Carlo Emanuele III di Savoia, sovrano († 1773)
- 30 aprile - Arcangelo Leanti, storico e letterato italiano († 1767)

### Maggio
- 14 maggio - William Emerson, matematico inglese († 1782)
- 18 maggio - Charles Lennox, II duca di Richmond, nobile, politico e crickettista inglese († 1750)
- 19 maggio - Alvise IV Mocenigo, doge († 1778)
- 19 maggio - Francesco Maria Preti, architetto italiano († 1774)
- 24 maggio - Johann Philipp von Walderdorff, arcivescovo cattolico tedesco († 1768)
- 28 maggio - Giuseppe Antonio Pujati, medico italiano († 1760)

### Giugno
- 3 giugno - Francesco Rapolla, giurista e politico italiano († 1762)
- 11 giugno - David Carnegie, V conte di Northesk, nobile scozzese († 1741)
- 17 giugno - Paula de Odivelas, religiosa portoghese († 1768)
- 19 giugno - François Rebel, compositore e violinista francese († 1775)
- 22 giugno - Emetullah Sultan, principessa ottomana († 1727)
- 27 giugno - Silvia Balletti, attrice teatrale francese († 1758)

### Luglio
- 7 luglio - Michele Moncada, religioso italiano († 1765)
- 9 luglio - Jean-Frédéric Phélypeaux de Maurepas, politico francese († 1781)
- 16 luglio - Frédéric-Jérôme de La Rochefoucauld, cardinale, arcivescovo cattolico e abate francese († 1757)
- 28 luglio - Giacomo Sellitto, compositore italiano († 1763)

### Agosto
- 2 agosto - Johann Conrad Werle, organaro austriaco († 1777)
- 17 agosto - Pietro Piffetti, ebanista italiano († 1777)
- 20 agosto - Domenico Luigi Valeri, architetto e pittore italiano († 1770)
- 22 agosto - Camillo Zampieri, scrittore, poeta e diplomatico italiano († 1784)
- 29 agosto - Felix Anton Scheffler, pittore tedesco († 1760)

### Settembre
- 15 settembre - Blaise Joseph Ollivier, ingegnere francese († 1746)
- 22 settembre - Anna Magdalena Bach, musicista tedesca († 1760)
- 30 settembre - Enrico Enriquez, cardinale e arcivescovo cattolico italiano († 1756)

### Ottobre
- 4 ottobre - Francesco Felice Alberti di Enno, vescovo cattolico italiano († 1762)
- 13 ottobre - Cristiano Filippo di Waldeck e Pyrmont, nobile tedesco († 1728)
- 15 ottobre - Marie-Marguerite d'Youville, religiosa canadese († 1771)
- 15 ottobre - Luigi Carlo di Borbone, nobile e militare francese († 1775)
- 22 ottobre - Maria Amalia d'Asburgo († 1756)
- 23 ottobre - Giovanni Angelo Anzani, vescovo cattolico italiano († 1770)
- 24 ottobre - Robert Spencer, IV conte di Sunderland, nobile britannico († 1729)
- 25 ottobre - Mario Guarnacci, letterato, archeologo e numismatico italiano († 1785)
- 30 ottobre - Jean-Baptiste Sauvé de La Noue, attore teatrale e commediografo francese († 1761)

### Novembre
- 10 novembre - Johann Joseph Couven, architetto tedesco († 1763)
- 15 novembre - Pietro Longhi, pittore italiano († 1785)
- 27 novembre - Anders Celsius, fisico e astronomo svedese († 1744)

### Dicembre
- 1º dicembre - Fortunato da Brescia, matematico e anatomista italiano († 1754)
- 10 dicembre - Giovanni Degli Agostini, scrittore, bibliotecario e francescano italiano († 1755)
- 13 dicembre - Jean-Baptiste de Machault d'Arnouville, politico francese († 1794)
- 16 dicembre - Olof Arenius, pittore svedese († 1766)
- 18 dicembre - Ignazio da Laconi, religioso e santo italiano († 1781)
- 21 dicembre - Guillaume Thomas Taraval, pittore francese († 1750)
- 29 dicembre - Giuseppe Pistoi, fantino italiano († 1793)
- 30 dicembre - Giovanni Andrea Barotti, scrittore italiano († 1772)

### Senza giorno specificato
- Henrietta Godolphin, nobildonna inglese († 1776)
- Leopold Wißgrill, architetto austriaco († 1770)
- Francesco Battaglia, architetto italiano († 1788)
- Thomas Blackwell, filologo scozzese († 1757)
- Fabio Canal, pittore italiano († 1767)
- Jacques-François Carrault, imprenditore francese († 1778)
- Nicolai Eigtved, architetto danese († 1754)
- Jean-Charles Frontier, pittore francese († 1763)
- Pietro Gandini, attore teatrale italiano († 1760)
- Servatius Hochecker, scultore tedesco († 1734)
- Thomas Hudson, pittore inglese († 1779)
- Dmitrij Jakovlevič Laptev, navigatore e esploratore russo († 1771)
- Anselmo Lurago, architetto italiano († 1765)
- Johann Jakob Moser, giurista tedesco († 1785)
- Antonio Niccolini, abate, giurista e letterato italiano († 1769)
- Giuseppe Suzzi, matematico e religioso italiano († 1764)
- Gilberto Todini, pittore italiano
- Raphael Tuki, vescovo cattolico egiziano († 1787)
- Robert Walpole, II conte di Orford, politico inglese († 1751)
- Wu Jingzi, scrittore cinese († 1754)
- Giuseppe Aurelio di Gennaro, avvocato, giurista e poeta italiano († 1761)

## Morti

### Gennaio
- 3 gennaio - Luigi I di Monaco, principe monegasco (n. 1642)
- 4 gennaio - Ernst Rüdiger von Starhemberg, generale austriaco (n. 1638)
- 5 gennaio - Louis François Marie Le Tellier de Barbazieux, politico e nobile francese (n. 1668)
- 6 gennaio - Toussaint Rose, politico francese (n. 1611)
- 14 gennaio - Mito Kōmon,  giapponese (n. 1628)
- 17 gennaio - Carlo Loffredo, arcivescovo cattolico italiano (n. 1635)
- 17 gennaio - Domenico Belisario de Bellis, vescovo cattolico italiano (n. 1647)

### Febbraio
- 3 febbraio - Enea Silvio Caprara, generale austriaco (n. 1631)
- 10 febbraio - Savio Mellini, cardinale italiano (n. 1644)
- 15 febbraio - Urbano Chevreau, scrittore francese (n. 1613)
- 18 febbraio - Emanuele da Como, pittore italiano (n. 1625)
- 18 febbraio - Gian Domenico Partenio, compositore, cantante e presbitero italiano (n. 1633)

### Marzo
- 5 marzo - Richard Coote, I conte di Bellomont, politico irlandese (n. 1636)
- 19 marzo - John Egerton, III conte di Bridgewater, militare britannico (n. 1646)
- 25 marzo - Jean Regnault de Segrais, poeta, letterato e traduttore francese (n. 1624)
- 28 marzo - Domenico Guidi, scultore italiano (n. 1625)

### Aprile
- 2 aprile - Henry Howard, VII duca di Norfolk, nobile e militare inglese (n. 1655)
- 8 aprile - Antonio Petrini, architetto italiano
- 18 aprile - Enrico di Nassau-Dillenburg, nobile tedesco (n. 1641)
- 21 aprile - Asano Naganori, militare giapponese (n. 1667)
- 22 aprile - Adolfo Giovanni II del Palatinato-Zweibrücken-Kleeburg, militare e nobile svedese (n. 1666)
- 29 aprile - Marco Alessandro del Borro, politico e funzionario italiano

### Maggio
- 18 maggio - Niwa Mitsushige, militare giapponese (n. 1622)
- 18 maggio - Friedrich Spanheim il Giovane, teologo olandese (n. 1632)
- 20 maggio - Cristiana di Schleswig-Holstein-Sonderburg-Glücksburg, duchessa (n. 1634)
- 23 maggio - Benedetto Cappello, politico e funzionario italiano (n. 1653)
- 23 maggio - William Kidd, pirata scozzese (n. 1645)
- 23 maggio - Anne Hilarion de Costentin de Tourville, ammiraglio francese (n. 1642)
- 26 maggio - Augusta di Schleswig-Holstein-Sonderburg-Glücksburg, principessa danese (n. 1633)
- 30 maggio - Theophilus Hastings, VII conte di Huntingdon, politico inglese (n. 1650)

### Giugno
- 2 giugno - Madeleine de Scudéry, scrittrice francese (n. 1607)
- 9 giugno - Filippo I di Borbone-Orléans, principe francese (n. 1640)
- 23 giugno - Augustin-Charles d'Aviler, architetto e scrittore francese (n. 1653)
- 29 giugno - Pieter Mulier, pittore olandese (n. 1637)

### Luglio
- 2 luglio - Filippo Schor, architetto, ingegnere e scenografo italiano (n. 1646)
- 5 luglio - Pier Matteo Petrucci, cardinale e vescovo cattolico italiano (n. 1636)
- 17 luglio - Giulio Cesare Arresti, musicista italiano (n. 1619)
- 17 luglio - Vladimir Dmitrievič Dolgorukov, ufficiale russo (n. 1638)
- 24 luglio - Jacob Gillig, pittore olandese
- 31 luglio - Edward Rich, VI conte di Warwick, conte britannico (n. 1673)

### Agosto
- 1º agosto - Jan Chryzostom Pasek, scrittore, nobile e militare polacco (n. 1636)
- 2 agosto - Sauvolle de la Villantry, esploratore francese (n. 1671)
- 9 agosto - Stanisław Solski, matematico, architetto e gesuita polacco (n. 1622)
- 20 agosto - Charles Sedley, V baronetto, nobile, politico e commediografo inglese (n. 1639)
- 23 agosto - Cornelis Jansz Mejjer, ingegnere olandese (n. 1629)

### Settembre
- 15 settembre - Giuseppe Berneri, poeta e commediografo italiano (n. 1637)
- 15 settembre - Edme Boursault, drammaturgo francese (n. 1638)
- 16 settembre - Giacomo II d'Inghilterra, re (n. 1633)
- 16 settembre - Inhyeon di Joseon, regina coreana (n. 1667)
- 17 settembre - Stanisław Papczyński, religioso polacco (n. 1631)
- 27 settembre - François Dollier de Casson, missionario francese (n. 1636)
- 28 settembre - Giovannetta di Sayn-Wittgenstein, nobildonna tedesca (n. 1632)

### Ottobre
- 15 ottobre - Antonio Bova, pittore italiano (n. 1641)

### Novembre
- 9 novembre - Huibin Jang, regina coreana (n. 1659)
- 13 novembre - Anna Adelaide di Fürstenberg-Heiligenberg, principessa tedesca (n. 1659)
- 19 novembre - Laurenz Tanner, politico svizzero (n. 1631)
- 29 novembre - Carlo Labia, arcivescovo cattolico italiano

### Dicembre
- 1º dicembre - Maria Benigna Francesca di Sassonia-Lauenburg, nobile sassone (n. 1635)
- 2 dicembre - Jaime de Palafox y Cardona, arcivescovo cattolico spagnolo (n. 1642)
- 22 dicembre - Gaetano Zumbo, abate e scultore italiano (n. 1656)
- 27 dicembre - Giuseppe Caiola, teologo e gesuita italiano (n. 1633)
- 27 dicembre - Johann Wolfgang Textor, giurista tedesco (n. 1638)

### Senza giorno specificato
- David Abercromby, medico, filosofo e teologo scozzese
- Miguel de Barrios, storico e poeta spagnolo (n. 1625)
- Alexandre Bontemps,  francese (n. 1626)
- George Booth, pirata britannico
- Abraham Conrad Buchau, scultore tedesco (n. 1623)
- Pietro Giovanni Della Torre, avvocato italiano (n. 1641)
- Jacob de Heusch, pittore e incisore olandese (n. 1657)
- Simone d'Imerezia, re
- Gregorio Leti, letterato italiano (n. 1630)
- Henry Maundrell, scrittore e presbitero inglese (n. 1665)
- Hacı Hüseyin Pascià, corsaro ottomano
- Johannes Munnickhuysen, incisore e tipografo olandese (n. 1654)
- Sebastiano Perissi, vescovo cattolico italiano (n. 1631)
- Pietro Sammartini, compositore italiano (n. 1636)

## Calendario
| Calendario 1701 | Calendario 1701 | Calendario 1701 | Calendario 1701 | Calendario 1701 | Calendario 1701 | Calendario 1701 | Calendario 1701 | Calendario 1701 | Calendario 1701 | Calendario 1701 | Calendario 1701 | Calendario 1701 | Calendario 1701 | Calendario 1701 | Calendario 1701 | Calendario 1701 | Calendario 1701 | Calendario 1701 | Calendario 1701 | Calendario 1701 | Calendario 1701 | Calendario 1701 | Calendario 1701 | Calendario 1701 | Calendario 1701 | Calendario 1701 | Calendario 1701 | Calendario 1701 | Calendario 1701 | Calendario 1701 | Calendario 1701 | Calendario 1701 |
| --------------- | --------------- | --------------- | --------------- | --------------- | --------------- | --------------- | --------------- | --------------- | --------------- | --------------- | --------------- | --------------- | --------------- | --------------- | --------------- | --------------- | --------------- | --------------- | --------------- | --------------- | --------------- | --------------- | --------------- | --------------- | --------------- | --------------- | --------------- | --------------- | --------------- | --------------- | --------------- | --------------- |
|                 | 1               | 2               | 3               | 4               | 5               | 6               | 7               | 8               | 9               | 10              | 11              | 12              | 13              | 14              | 15              | 16              | 17              | 18              | 19              | 20              | 21              | 22              | 23              | 24              | 25              | 26              | 27              | 28              | 29              | 30              | 31              |                 |
| Gennaio         | Sa              | Do              | Lu              | Ma              | Me              | Gi              | Ve              | Sa              | Do              | Lu              | Ma              | Me              | Gi              | Ve              | Sa              | Do              | Lu              | Ma              | Me              | Gi              | Ve              | Sa              | Do              | Lu              | Ma              | Me              | Gi              | Ve              | Sa              | Do              | Lu              |                 |
| Febbraio        | Ma              | Me              | Gi              | Ve              | Sa              | Do              | Lu              | Ma              | Me              | Gi              | Ve              | Sa              | Do              | Lu              | Ma              | Me              | Gi              | Ve              | Sa              | Do              | Lu              | Ma              | Me              | Gi              | Ve              | Sa              | Do              | Lu              |                 |                 |                 |                 |
| Marzo           | Ma              | Me              | Gi              | Ve              | Sa              | Do              | Lu              | Ma              | Me              | Gi              | Ve              | Sa              | Do              | Lu              | Ma              | Me              | Gi              | Ve              | Sa              | Do              | Lu              | Ma              | Me              | Gi              | Ve              | Sa              | Do              | Lu              | Ma              | Me              | Gi              |                 |
| Aprile          | Ve              | Sa              | Do              | Lu              | Ma              | Me              | Gi              | Ve              | Sa              | Do              | Lu              | Ma              | Me              | Gi              | Ve              | Sa              | Do              | Lu              | Ma              | Me              | Gi              | Ve              | Sa              | Do              | Lu              | Ma              | Me              | Gi              | Ve              | Sa              |                 |                 |
| Maggio          | Do              | Lu              | Ma              | Me              | Gi              | Ve              | Sa              | Do              | Lu              | Ma              | Me              | Gi              | Ve              | Sa              | Do              | Lu              | Ma              | Me              | Gi              | Ve              | Sa              | Do              | Lu              | Ma              | Me              | Gi              | Ve              | Sa              | Do              | Lu              | Ma              |                 |
| Giugno          | Me              | Gi              | Ve              | Sa              | Do              | Lu              | Ma              | Me              | Gi              | Ve              | Sa              | Do              | Lu              | Ma              | Me              | Gi              | Ve              | Sa              | Do              | Lu              | Ma              | Me              | Gi              | Ve              | Sa              | Do              | Lu              | Ma              | Me              | Gi              |                 |                 |
| Luglio          | Ve              | Sa              | Do              | Lu              | Ma              | Me              | Gi              | Ve              | Sa              | Do              | Lu              | Ma              | Me              | Gi              | Ve              | Sa              | Do              | Lu              | Ma              | Me              | Gi              | Ve              | Sa              | Do              | Lu              | Ma              | Me              | Gi              | Ve              | Sa              | Do              |                 |
| Agosto          | Lu              | Ma              | Me              | Gi              | Ve              | Sa              | Do              | Lu              | Ma              | Me              | Gi              | Ve              | Sa              | Do              | Lu              | Ma              | Me              | Gi              | Ve              | Sa              | Do              | Lu              | Ma              | Me              | Gi              | Ve              | Sa              | Do              | Lu              | Ma              | Me              |                 |
| Settembre       | Gi              | Ve              | Sa              | Do              | Lu              | Ma              | Me              | Gi              | Ve              | Sa              | Do              | Lu              | Ma              | Me              | Gi              | Ve              | Sa              | Do              | Lu              | Ma              | Me              | Gi              | Ve              | Sa              | Do              | Lu              | Ma              | Me              | Gi              | Ve              |                 |                 |
| Ottobre         | Sa              | Do              | Lu              | Ma              | Me              | Gi              | Ve              | Sa              | Do              | Lu              | Ma              | Me              | Gi              | Ve              | Sa              | Do              | Lu              | Ma              | Me              | Gi              | Ve              | Sa              | Do              | Lu              | Ma              | Me              | Gi              | Ve              | Sa              | Do              | Lu              |                 |
| Novembre        | Ma              | Me              | Gi              | Ve              | Sa              | Do              | Lu              | Ma              | Me              | Gi              | Ve              | Sa              | Do              | Lu              | Ma              | Me              | Gi              | Ve              | Sa              | Do              | Lu              | Ma              | Me              | Gi              | Ve              | Sa              | Do              | Lu              | Ma              | Me              |                 |                 |
| Dicembre        | Gi              | Ve              | Sa              | Do              | Lu              | Ma              | Me              | Gi              | Ve              | Sa              | Do              | Lu              | Ma              | Me              | Gi              | Ve              | Sa              | Do              | Lu              | Ma              | Me              | Gi              | Ve              | Sa              | Do              | Lu              | Ma              | Me              | Gi              | Ve              | Sa              |                 |